# 范兆祥
范兆祥（1461年—？），字叙圭，字廷和，江西南昌府豐城縣人，民籍，明朝政治人物。

## 生平
弘治五年（1492年）壬子科江西鄉試第五十九名。弘治九年（1496年），登丙辰科三甲第四十名進士。选翰林院庶吉士，授检讨。应诏陈言大略，下錦衣卫狱，出为泾王府长史，因不附中官，又下锦衣卫狱，谪戍永州，不久放归。所著有《半松遗墨》。

## 家族
曾祖范均謨；祖父范再昌，宜興知縣；父范文盛，前母孫氏；母鄒氏。永感下。弟應祥、允祥。